# Потік енергії
Поті́к ене́ргії — кількість енергії, що переноситься за одиницю часу через розглянуту поверхню. В SI вимірюється у ватах. Стандартного позначення цієї величини не існує, можуть використовуватися букви {\displaystyle \Phi }, {\displaystyle \Pi } та інші.
Потік знаходять як суму (інтеграл) елементарних, тобто через нескінченно малі ділянки поверхні, потоків:
{\displaystyle \Phi =\sum \Delta \Phi _{i}=\int d\Phi }
Кожен з таких елементарних потоків дорівнює добутку енергії, яка пройшла за одиницю часу через малу ділянку, на одиничний вектор {\displaystyle {\vec {e}}_{W}} в напрямку перенесення енергії і на одиничний вектор нормалі до площадки {\displaystyle {\vec {n}}} (при цьому {\displaystyle {\vec {n}}=d{\vec {S}}/dS}, де {\displaystyle d{\vec {S}}} — векторний елемент площадки):
{\displaystyle d\Phi ={\frac {d^{2}W}{dt}}\,{\vec {e}}_{W}\cdot {\vec {n}}={\frac {d^{2}W}{dt\,dS}}\,{\vec {e}}_{W}\cdot d{\vec {S}}}.
Якщо йдеться про енергію, що переноситься оптичним випромінюванням, то замість терміна «потік енергії» використовують еквівалентний для такого випадку термін «потік випромінювання».
Якщо йдеться про перенесення тепла, використовують термін «тепловий потік» — кількість теплоти, що проходить через ізотермічну поверхню за одиницю часу.
Говорячи про потік енергії, іноді мають на увазі іншу величину, а саме густину потоку енергії, вимірювану у Вт/м2, причому цю густину потоку розглядають як вектор, спрямований у напрямку перенесення енергії в даній точці. Наприклад, для теплового потоку його густина спрямована протилежно до градієнта температури, а за величиною дорівнює потоку тепла через ізотермічну поверхню одиничної площі. Інші назви цієї ж величини: питомий тепловий потік, теплове навантаження. Строго, вектор густини потоку енергії {\displaystyle {\vec {J}}} і потік енергії {\displaystyle \Phi } пов'язані співвідношенням:
{\displaystyle \Phi =\int {\vec {J}}\cdot d{\vec {S}}},
де вигляд виразу для {\displaystyle {\vec {J}}} випливає з наведеної вище формули для {\displaystyle d\Phi }. Аналогічно пов'язані густина потоку і потік будь-якої фізичної величини, не тільки енергії.